# Yossi Green
Yossi Green (né en 1955 en Israël) est un compositeur de musique juive américain, auteur de plus de 700 mélodies. Parmi les interprètes de ses chansons, on trouve Mordechai ben David, Avraham Fried et Yaakov Shwekey.

## Biographie
Yossi Green,,,,,,, est né en 1955 en Israël dans une famille hassidique de Satmar.

## Discographie
- Shades of Green: Yossi Green's Greatest Hits (2002)
- The 8th Note (2008)
- Shades of Green II: Hipsh (2011)
- Shades of Green III: Hartzig (2012) (with Shloime Daskal)
- Shragee (2013) (with Shragee Gestetner)
- Shades of Green IV: Varemkeit (2014) (with Shragee Gestetner)
- Yiddish Nachas - Matonoh Toivoh (2014)
- Pianesque (2015) (with Mendy Portnoy)
- Yiddish Nachas II - Sivavon (2016)
- Leil Shishi/Shades of Green with Shlomo Simcha (2017)
- Maginat Chayei Book (2017)